# Frankfurt-Riedberg

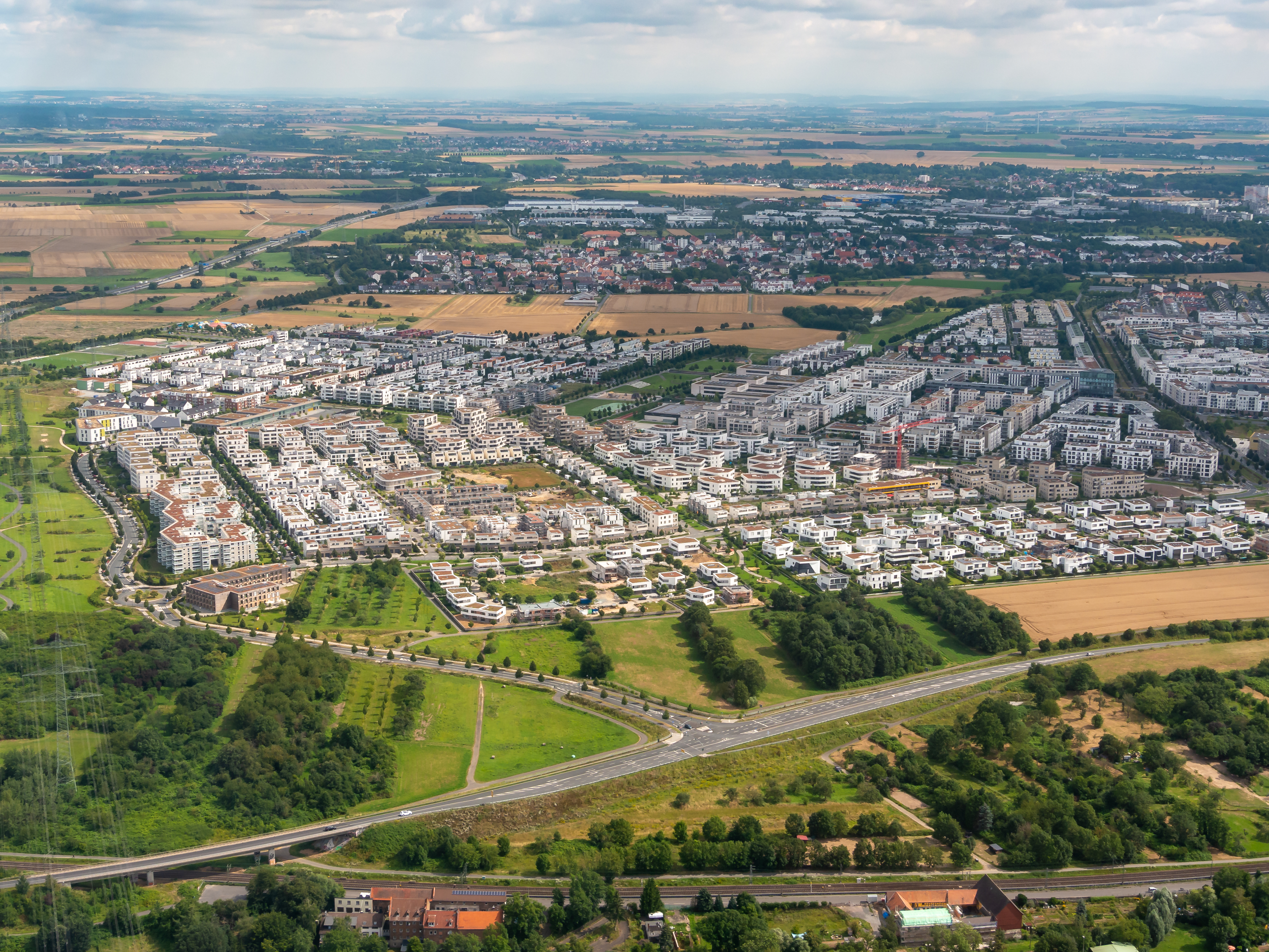
Riedberg-Siedlung im Jahr 2021

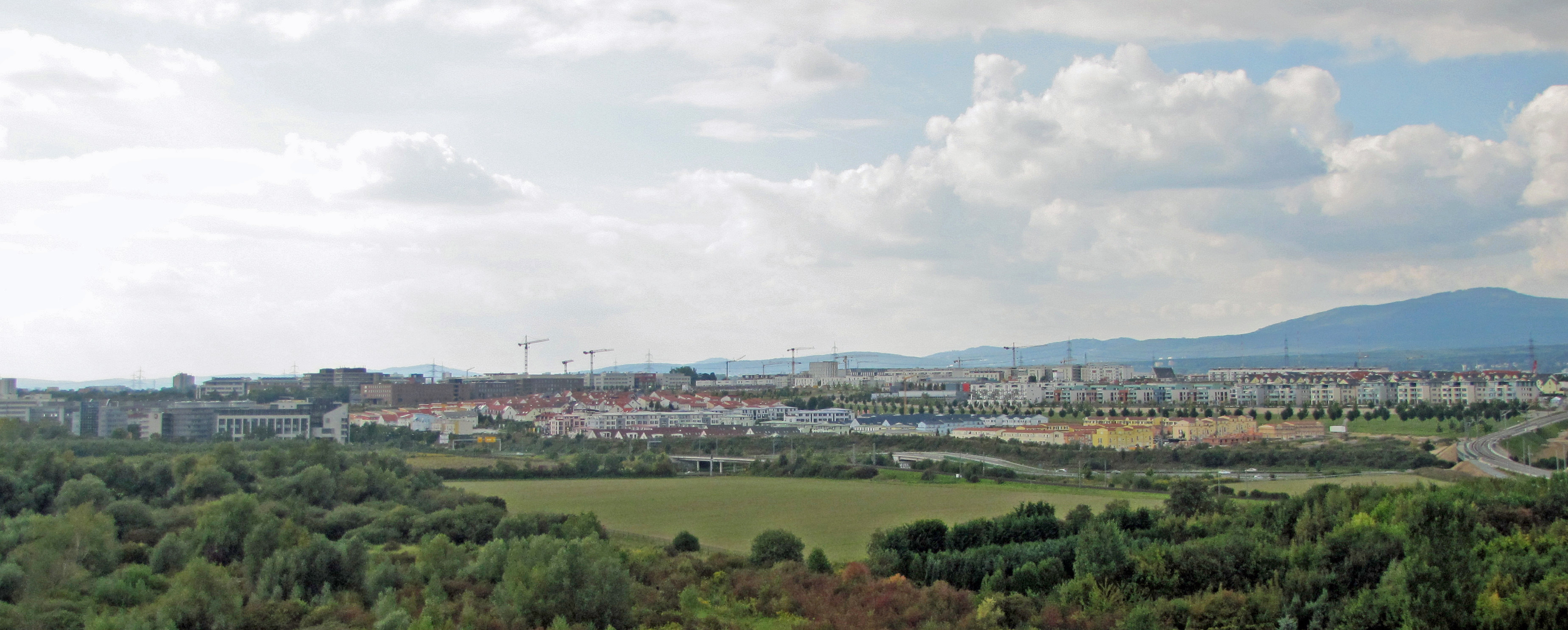
Panorama: Riedberg von Osten, September 2010

Riedberg ist ein neuer Stadtbezirk in Frankfurt am Main. Seine Entwicklung begann 2001 mit den ersten Baumaßnahmen, die Planungen gehen bis Anfang der 1990er Jahre zurück.
Riedberg liegt im Nordwesten des Stadtgebiets rund acht Kilometer Luftlinie vom Stadtzentrum entfernt auf bisher landwirtschaftlich genutzten Hang- und Hochflächen, die die Stadt Frankfurt am Main für diese städtebauliche Entwicklungsmaßnahme erworben hat. Im Jahr 2020 sollte Riedberg ca. 6000 Wohneinheiten mit rund 16.000 Einwohnern haben. Zudem sind rund 3000 Arbeits- und 8000 Studienplätze auf dem Riedberg vorgesehen, vor allem auf dem Campus Riedberg der Goethe-Universität Frankfurt mit seinen angegliederten Instituten, forschungsnahen Zentren und Lifescience-Firmen.

## Geografische Lage
Die zugewiesene Fläche erhebt sich an der höchsten Stelle (148 m ü. NHN) rund 30 Meter über die südlich angrenzende Flachzone und umfasst 266 ha. Davon entfallen 92 ha auf Parks, verbindende Grünanlagen und integrierte offene Landschaftsflächen, 56 ha auf den Universitätscampus und zugeordnete forschungsnahe Bauten, 43 ha auf Straßen und öffentliche Plätze, 6 ha auf Bauland für soziale Infrastruktur, sowie 78 ha auf das Nettobauland, wovon nur etwa 60 ha reine Wohnbauflächen sind. Südlich begrenzt wird Riedberg durch das Mertonviertel.
Trotz der Vermarktung als „neuer Stadtteil“ ist Riedberg kein Stadtteil im statistischen Sinn. Der Hauptteil einschließlich sämtlicher Wohngebiete ist ein Stadtbezirk und bildet zusammen mit dem Stadtbezirk Kalbach den Ortsbezirk 12 und den statistischen Stadtteil Kalbach-Riedberg. Die rund ein Sechstel des Riedbergs ausmachenden Flächen des Uni Campus und der sonstigen wissenschaftlichen Einrichtungen im Süden bilden einen weiteren Stadtbezirk, der zum statistischen Stadtteil Niederursel und zum Ortsbezirk 8 gehört.

## Quartiere
Der Riedberg wurde auch aufgrund der geografischen Voraussetzungen als räumlich stark gegliederte Siedlung geplant. Sie setzt sich aus sieben Quartieren zusammen, die mit jeweils unterschiedlichem Baubeginn zum Teil schon abgeschlossen sind. In ihren Funktionen und baulichen Ausprägungen unterscheiden sich die Quartiere erheblich:
Der Riedberg Westflügel (bis Mai 2013 noch Niederurseler Hang genannt, im Westen, Baubeginn im Norden 2012) besteht aus freistehenden Einfamilienhäusern an drei Ringstraßen, Eigentumswohnungen, Mietwohnungen, Doppelhäusern und Reihenhäusern und der vierzügigen Marie-Curie-Schule (Grundschule II) mit Kita, Turnhalle und Hallenschwimmbad. Das mit 47,8 Hektar Gesamtfläche größte und zuletzt bebaute Quartier war nach Erfahrungen mit den älteren Quartieren noch einmal überplant worden. Die Architektur der Geschossbauten sollte mehr abgerundeten organischen Bauformen entsprechen. Die maximale Höhe der Häuser wurde nach Einsprüchen der Anwohner auf sieben Geschosse begrenzt. Ebenso wurden die beiden äußeren Straßenzüge für die insgesamt 1400 Wohneinheiten für rund 3500 Einwohner leicht geschwungen angelegt. In dem Quartier mit fünf erkennbaren Nachbarschaften und 26 Hektar öffentlichen Grünflächen sollte ein breites Angebot aus öffentlich gefördertem Mietwohnbau und frei finanzierten Einheiten für eine soziale Durchmischung sorgen. Die Anbindung erfolgt über die Carl-Hermann-Rudloff-Allee, die sich an die Riedbergallee anschließt, sowie die in die Rosa-Luxemburg-Straße einmündende Graf-von-Stauffenberg-Allee. Die Erschließungs- und Straßenbauarbeiten für den Westflügel liefen von Mai 2013 bis April 2015. Der letzte Hochbauabschnitt begann etwa 2017. Die Fertigstellung der letzten Hausbauten war bis 2020 geplant, ist aber aktuell (2025) noch nicht komplett abgeschlossen.

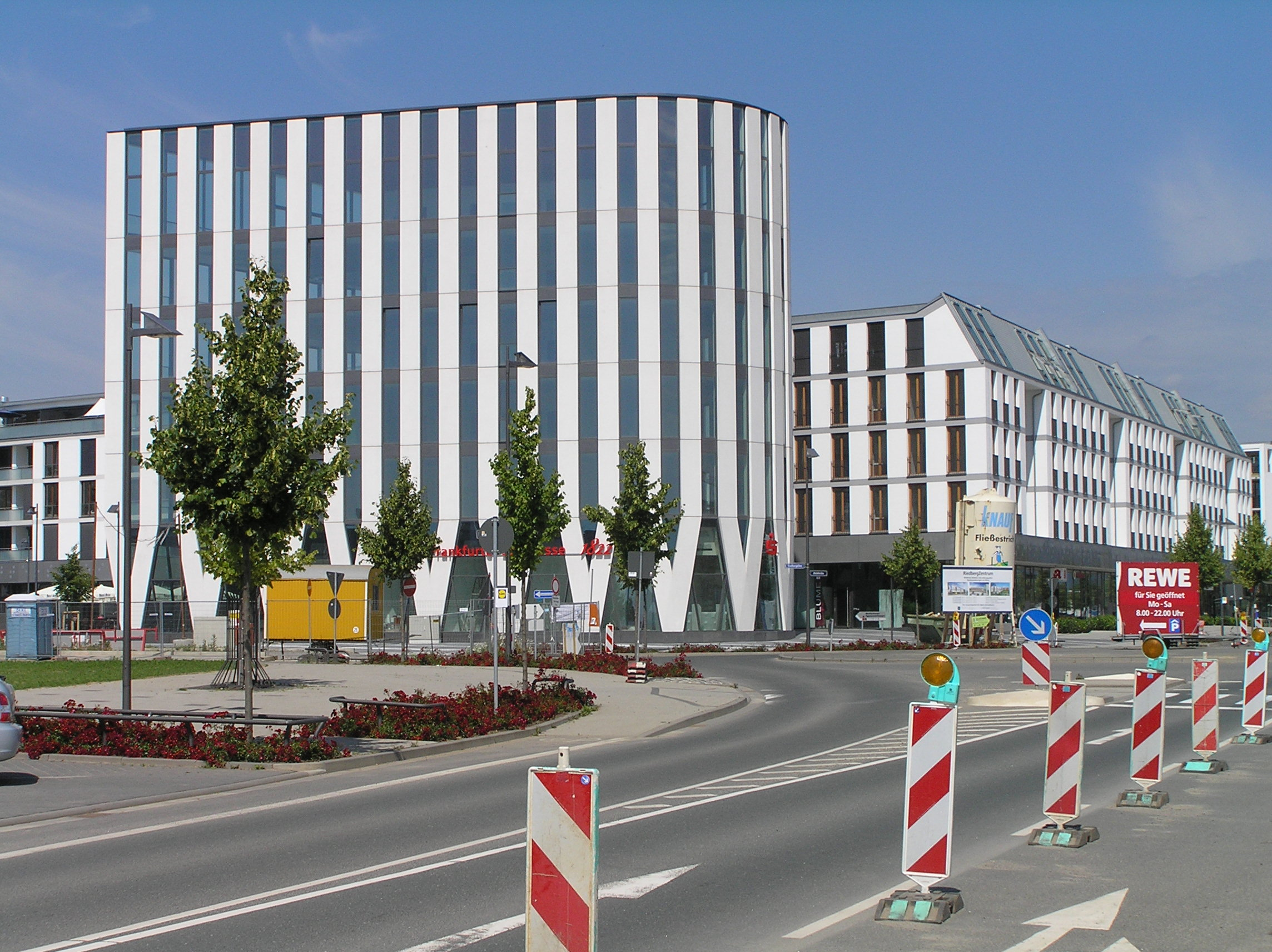
RiedbergZentrum mit „Solitär“, Juni 2009

Das Quartier Altkönigblick (im Nordwesten) setzt sich aus Doppelhäusern, Reihenhäusern, Eigentumswohnungen, Eigenheimen in freien Bauherrengruppen, Stadtvillen, einer genossenschaftlichen Wohnanlage, einem Haus für inklusives Wohnen und 30 zusammenhängenden Grundstücken für die von der Bauhaus-Architektur inspirierte Eigenheimsiedlung Weiße Stadt zusammen; den nördlichen Abschluss machen 4,14 Hektar Sportplatzflächen mit Unterkunftsbauten, Parkplatz und begrüntem Höhenweg aus.

Im Quartier Mitte befindet sich ein Einkaufszentrum (Eröffnung Dezember 2008) mit diversem Einzelhandel, Lebensmittelmarkt, Discounter, Gastronomie, Reisebüro, Fahrschule und öffentlicher Platzfläche, Medizinisches Zentrum für fach- und hausärztliche Versorgung, U-Bahn-Station, Büros und Eigentumswohnungen, Mietwohnungen, kombinierte Seniorenresidenz mit Altenheim, Gesundheitsdiensten und Bankfiliale, Appartementhaus für Menschen mit geistiger Behinderung und mehrfacher Schwerstbehinderung, und zweitem privaten Studenten-Appartementhaus. In der Nähe des Riedbergplatz gibt es seit 2013 weitere Einzelhandels- und Servicelokale, sowie das Gymnasium (fertiggestellt im Frühjahr 2013), mit Haus für offene Jugendarbeit (13 bis 20 Jahre), sowie familienorientierte Angebote und fakultative Vereinsnutzung.

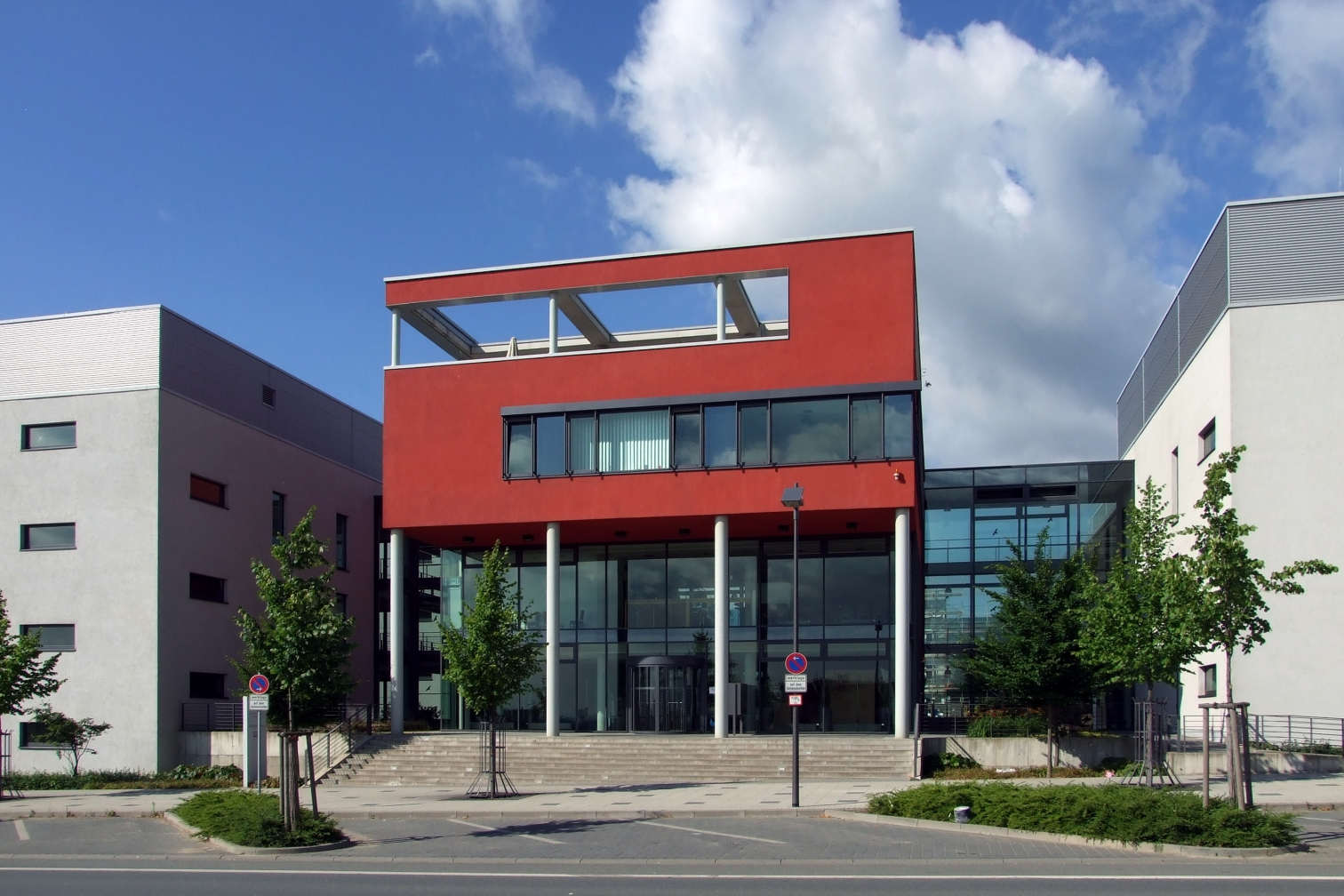
Frankfurter Innovationszentrum für Biotechnologie, Juni 2008

Das Universitäts-Quartier (am südwestlichen Hang; Keimzelle des Riedbergs) beherbergt den Campus Riedberg mit universitären Einrichtungen aller Naturwissenschaften der Goethe-Universität (Fachbereiche Biochemie, Chemie, Pharmazie, Physik, Geowissenschaften/Geographie sowie seit 2011 Biowissenschaften, ab 2026 (Planungsstand 2023) Informatik und Mathematik), Zentralbibliothek und Mensa, nicht-universitäre, freie Forschungsinstitute, Innovationszentrum und Campus of Elements (angewandte Forschung und Entwicklung), Studentenwohnheime, erstes privates Studenten-Appartementhaus und am Südhang den terrassierten botanischen Wissenschaftsgarten; dazu östlich der Altenhöferallee Bürobauten, Doppelhäuser, Villen, Reihenhäuser, Eigentumswohnungen, betreutes Wohnen und das im Bau befindliche Generalkonsulat der Republik Korea. Die wissenschaftlich genutzten Flächen gehören zum Ortsbezirk 8 (Nord-West), bilden jedoch mit den sich verzahnenden Wohngebieten des Riedbergs eine siedlungsgeografische Einheit.

Im Schöne Aussicht-Quartier (Hanglage im Osten) entstanden freistehende Einfamilienhäuser, Doppelhäuser, Reihenhäuser, Eigentumswohnungen und Stadtvillen. Im gleichen Quartier, nordöstlich der U-Bahnstrecke liegt ein Reiterhof (Kautenhof) mit Koppelflächen, sowie einem Restaurant mit Wohnhaus. Ferner gibt es in diesem Quartier die Grundschule Riedberg (Grundschule I) mit Kita und Sporthalle, sowie seit 2022 die Integrierte Gesamtschule (IGS) Josephine Baker (JoBa). (Die Joba-Schule wurde am Standort der ehemaligen Neue Gymnasiale Oberstufe, NGO errichtet, die hier von 2013 bis etwa 2019 im Container-Provisorium untergebracht war). 

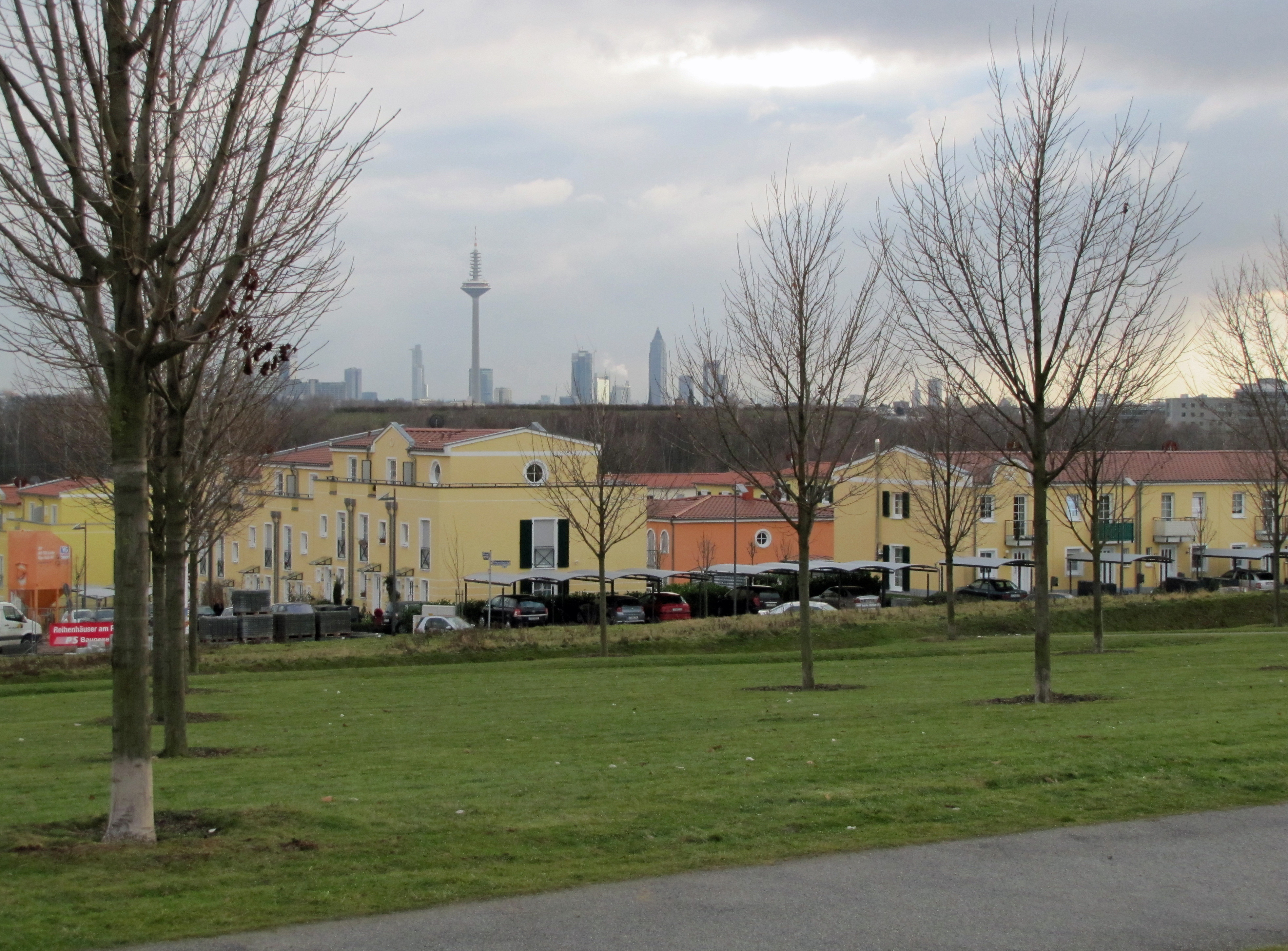
Blick vom Bonifatiuspark auf das Quartier Bonifatiusbrunnen mit Frankfurter Skyline im Hintergrund, Dezember 2010

Die Ginsterhöhe (östlich-zentrale Hochlage) besteht aus freistehenden Einfamilienhäusern, Doppelhäusern, Reihenhäusern, Atriumhäusern, Villen am Park, mehrgeschossigen Eigentums- und Mietwohnungshäusern, einem Stadtplatz, zwei kirchlichen Zentren, Mutter-Kind-Haus und einer U-Bahn-Station (Station "Riedberg" der U-Bahnlinien U8 und U9).
Das erste vollendete Quartier, Bonifatiusbrunnen, (Bauabschluss Mitte 2014). Es liegt am unteren Rand des Riedbergs. Es beherbergt Doppelhäuser, Reihenhäuser, Stadtvillen im süosteuropäischen Baustil. Dazu kommen einiege Mehrfamilienhäuser mit Eigentumswohnungen.

## Infrastruktur
Der Riedberg erhält nach und nach eine komplette Bebauung mit Ein- und Mehrfamilienhäusern, Eigentums- und Mietwohnungen, Geschäften, Parks und Grünverbindungen, Restaurants, Büros, Kindereinrichtungen, Schulen, Medizinisches Zentrum und weitere Arztpraxen, Hotels und Dienstleistungsbetrieben usw. Ende 2015 lebten hier nach Angaben des statistischen Amts der Stadt Frankfurt bereits 11.021 Menschen, etwa drei Viertel der bis Bauende insgesamt erwarteten Einwohner. Das markante Einkaufszentrum an der Kreuzung Riedbergallee/Altenhöferallee wurde im Dezember 2008 eröffnet. Es bietet auf 7200 Quadratmetern Fläche neben einem Lebensmittelmarkt und einem Discounter einige Fachgeschäfte, mehrere Restaurants, ein Café und Dienstleister des täglichen Bedarfs, eine Fahrschule, eine Allgemeinarztpraxis und seit Januar 2011 ein privates Medizinisches Zentrum mit Fachärzten, Physiotherapie und Hausversorgung und eine Sparkassenfiliale. Laut Plan sollte bis zum Jahr 2020 soll die Großsiedlung circa 6000 Wohneinheiten mit erwarteten rund 16.000 Einwohnern haben. Kritisiert wird bereits im Frühjahr 2015 die zu klein dimensionierte Verkaufsfläche des Riedbergzentrums. Wünschenswert wäre ein weiterer Nahversorgungspunkt im entstehenden Westflügel. Der über den Ortsbeirat eingebrachte Bürgerwunsch nach einer offenen Veranstaltungs- und Versammlungseinrichtung („Bürgerhaus“) wurde von der HASEG (Hessen Agentur Stadtentwicklungsgesellschaft) abschlägig beschieden.
Insgesamt sind rund 3.000 Arbeits- und 8.000 Studienplätze auf dem Riedberg eingeplant, vor allem auf dem Universitätscampus mit seinen angegliederten Instituten, forschungsnahen Zentren und Lifescience-Firmen. Auch die in der letzten Phase am Westrand geplanten hausnahen Dienstleistungsunternehmen werden Arbeitsplätze schaffen, bzw. hierher verlegen.
Im Juni 2016 gab es im neuen Stadtbezirk zehn Kindertagesstätten und zwei Grundschulen, von denen die ältere als erste Passivhausschule Hessens gilt. Dazu kommt noch eine provisorische Kindertagesstätten der Universität. Drei weitere Kitas waren im Bau. Geplant sind insgesamt 12 Kindertagesstätten und damit eine hohe angestrebte Versorgungsdichte, trotzdem können aber nur 45 Prozent (Stand Februar 2014) der besonders hohen 80-prozentigen Nachfrage nach Betreuungsplätzen bedient werden. Zwei Grundschulen und zwei weiterführende Schulen als Ganztagsschulen ergänzen das Angebot. Das Gymnasium Riedberg wurde 2008 gegründet. Es hat einen naturwissenschaftlichen und einen bilingualen Zweig. Seine ersten Jahrgänge waren seit Herbst 2009 in einem Containerprovisorium untergebracht. Das neue Gymnasium-Gebäude für projektierte 1350 Schüler am westlichen Kätcheslachpark wurde Ende April 2013 von 640 Schülern der Unter- und Mittelstufe bezogen. Die offizielle Eröffnung des Gymnasiums folgte am 30. August 2013. Das Gymnasium Riedberg ist der erste Neubau dieses Schultyps in Frankfurt seit 1913. Daneben entstand ein Jugendhaus mit 740 Quadratmetern Funktionsräumen und einer Sport- und Freizeitfläche, in dem auch familienorientierte Angebote untergebracht werden.
Die neuen Grünflächen nördlich des Gymnasiums, d. h. der westliche Teil des Kätcheslachparks, wurden so angelegt, dass sie einen erweiterten Pausenraum und einen auch von Kindern aus Schulen und Betreuungseinrichtungen mitgeplanten Spielpark bilden. Die Anlage wurde am 25. Juni 2016 mit einem Sommerfest eröffnet. Für Kinder des neuen Stadtteils sind zurzeit neben zwei Großspielplätzen im östlichen Kätcheslachpark auch mehrere zum Teil provisorische Spielplätze, ein Ballspielfeld und ein Bolzplatz eingerichtet. Geplant sind für die Großsiedlung insgesamt 13 öffentliche Spielplätze, meist in der Nähe der Wohnungen. 
Eine Besonderheit wegen akuter Raumnot an den Frankfurter Gymnasien ist seit Mitte 2013 die vorübergehende Unterbringung der Neuen Gymnasialen Oberstufe des Max-Beckmann-Gymnasiums aus Bockenheim in einer Pavillonanlage direkt an der U-Bahn-Station Riedberg. Das Provisorium zog Ende Februar 2018 in die Bockenheimer Voltastraße. Auf dem freiwerdenden Grundstück soll wurde bis 2022 die Integrierte Gesamtschule (IGS) Josephine Baker (JoBa) errichtet.
Das komplette Gebiet nördlich des Campus Riedberg wird mit Fernwärme aus dem Müllheizkraftwerk Nordweststadt versorgt.
Es gibt eine evangelische und eine katholische Kirchengemeinde auf dem Riedberg. Das neue evangelische Kirchenzentrum mit Kita und kleinem Glockenturm im Quartier Ginsterhöhe wurde im Frühjahr 2011 eingeweiht. Die katholische St.-Laurentius-Gemeinde musste aufgrund ausbleibender Zuschüsse der Diözese Limburg zunächst auf einen Neubau verzichten. Im September 2011 wurden dann unter dem Namen Edith-Stein-Zentrum die Pläne für ein Gemeindezentrum vorgestellt. Der flache Bau am Nelly-Sachs-Platz wurde im Juni 2014 begonnen, am 3. Juli 2016 wurde die katholische Kirche St. Edith Stein vom Apostolischen Administrator Manfred Grothe geweiht. Der mit 2,3 Millionen Euro veranschlagte und 460 Quadratmeter große Komplex besteht aus einer Kapelle mit Glockenstuhl, einem Gemeindesaal sowie Büro- und Gruppenräumen.

### Verkehr

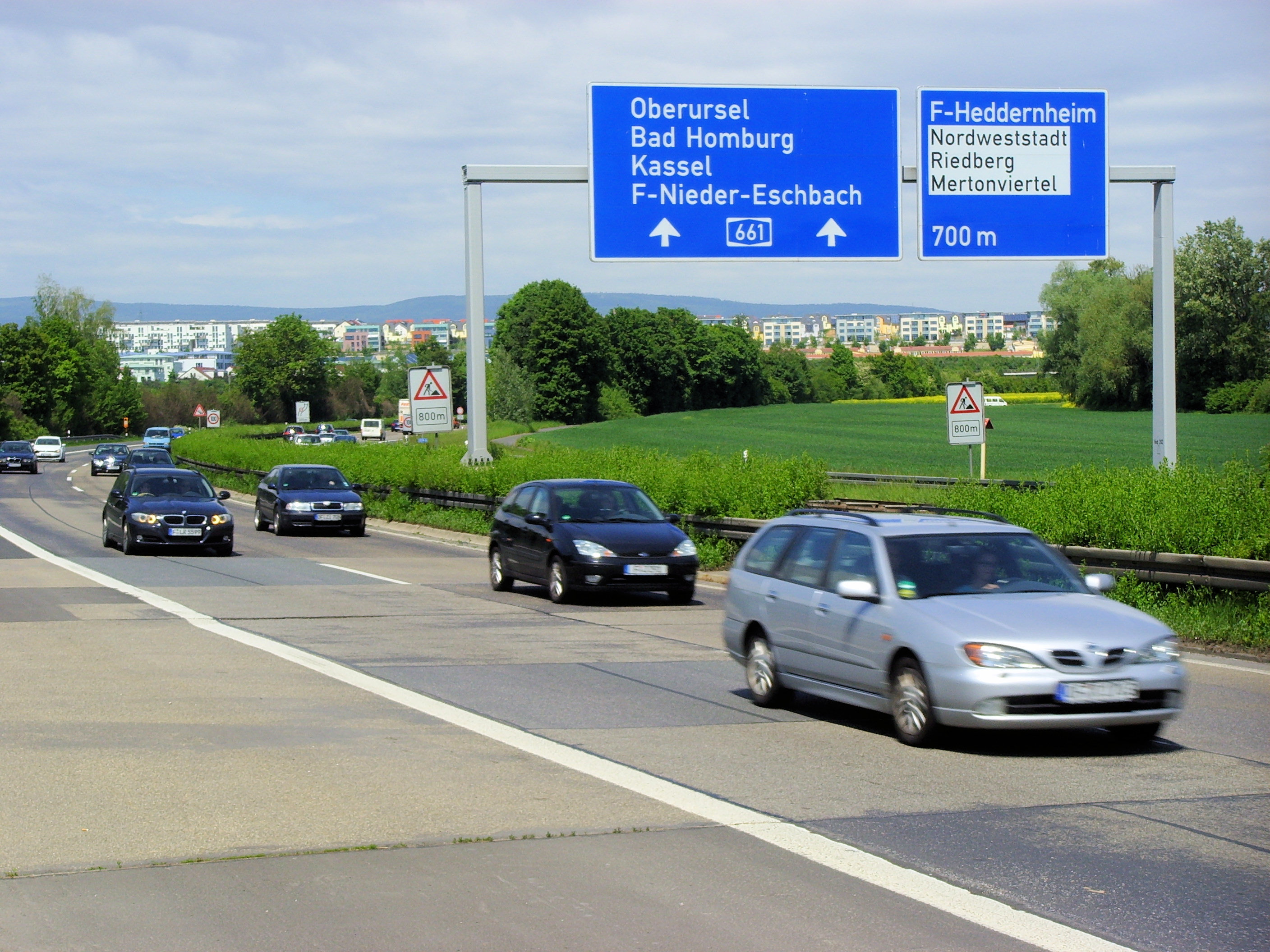
Die Autobahn A 661, im Hintergrund der südliche Riedberg, Mai 2010

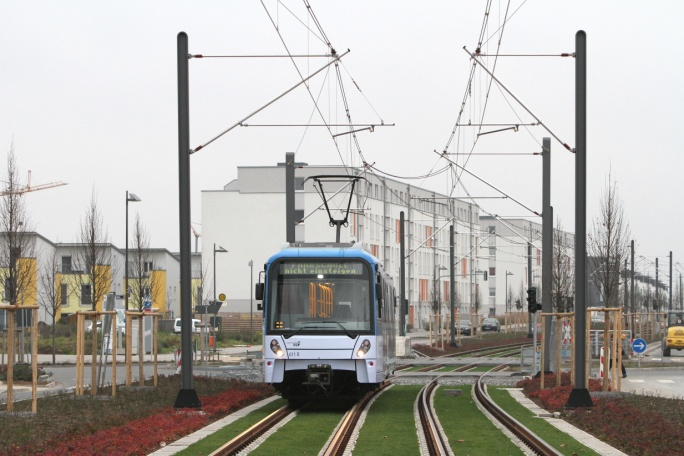
U-Bahn-Strecke

An den öffentlichen Nahverkehr ist der Riedberg über eine Neubaustrecke mit zwei Linien an das Frankfurter U-Bahn-Netz sowie durch die Omnibuslinien 29 und 251 angeschlossen. Die Neubaustrecke wurde am 12. Dezember 2010 offiziell mit dem Fahrplanwechsel von Oberbürgermeisterin Petra Roth eröffnet. In südlicher fußläufiger Nähe befinden sich zudem die Stationen Riedwiese/Mertonviertel der Linie U2 und Niederursel der Linie U3.
Die vier Kilometer lange Rasengleisstrecke verläuft ebenerdig in der Mitte der neu angelegten Riedbergallee mit den zwei Stationen: Uni-Campus Riedberg und Riedberg. Die Linie U8 verkehrt von der Endstation Riedberg alle 15 Minuten entlang der Eschersheimer Landstraße und über die U-Bahn-Station Hauptwache zum Südbahnhof. 
Eine weitere Linie, die 10,3 Kilometer lange U9, bedient ebenfalls alle 15 Minuten von Nieder-Eschbach aus den Riedberg und fährt über das Nordwestzentrum nach Ginnheim zur Haltestelle Ginheim-Mitte. Hier gibt es Umsteigemöglichkeiten zur Straßenbahnlinie 16 über die Haltestellen Bockenheimer Warte und Frankfurt Messe bis zum Frankfurter Hauptbahnhof sowie zu einigen Buslinien. 
Außerdem gibt es die Möglichkeit, am U-Bahnhof Ginnheim/Niddapark von der U9 in zu Fuß in wenigen Minuten den benachbarten S-Bahnhof Frankfurt-Ginnheim zu erreichen. Dies ermöglicht Umstiege in die S-Bahnlinie S6 in Richtung Bad Vilbel, oder in Richtung Darmstadt via Frankfurt (Main) Hauptbahnhof und Bahnhof Frankfurt (Main) Süd.
| Linie | Verlauf | Takt                                       |
| ----- | --- | ------------------------------------------ |
| S8    | Südbahnhof – Schweizer Platz – Willy-Brandt-Platz – Hauptwache – Eschenheimer Tor – Grüneburgweg – Holzhausenstraße – Miquel-/Adickesallee – Dornbusch – Fritz-Tarnow-Straße – Hügelstraße – Lindenbaum – Weißer Stein – Heddernheim – Zeilweg – Wiesenau – Niederursel – Uni-Campus Riedberg – Riedberg | 15 min 10 min (HVZ)                        |
| S9    | Nieder-Eschbach – Bonames Mitte – Kalbach – Riedberg – Uni-Campus Riedberg – Niederursel – Wiesenau – Heddernheimer Landstraße – Nordwestzentrum – Römerstadt – Ginnheim/Niddapark – Ginnheim Mitte | 15 min (werktags) 30 min (sonn-/feiertags) |

Für den Autoverkehr gibt es seit 2005 den neuen Autobahnanschluss F-Heddernheim an die Bundesautobahn 661 und stadteinwärts zum Geschäftszentrum innerhalb des Alleenrings über die Hügelstraße und die Eschersheimer Landstraße. Eine weitere wichtige Verbindung ist die autobahnähnlich ausgebaute Rosa-Luxemburg-Straße im Westen, die zusammen mit der vierspurigen Marie-Curie-Straße als Autobahnzubringer für die Bundesautobahn 66 im Süden und die Bundesautobahn 5 im Nordwesten dient und den Riedberg mit der westlichen Frankfurter Innenstadt und dem Bahnhofs- und Messebereich verbindet. Seit Mai 2015 ist der Anschluss der Graf-von-Stauffenberg-Allee an die Rosa-Luxemburg-Straße eröffnet; diese Verbindung ist vor allem für die künftigen Bewohner des Westflügels wichtig.

### Straßennamen
Die Straßen und Plätze im Dreieck zwischen Marie-Curie-Straße/Auffahrt Rosa-Luxemburg-Straße, Rosa-Luxemburg-Straße und A 5 sind nach Architekten und Designern aus der Zeit des Stadtbauprogramms Neues Frankfurt benannt. Die übrigen Straßen wurden nach Persönlichkeiten aus Wissenschaft, Wirtschaft, Kunst und dem Widerstand gegen den Nationalsozialismus benannt, wobei an bemerkenswert viele Frauen erinnert wird.

## Parkanlagen, Grünzüge
Der Riedberg erhält eine relativ große Flächenzuweisung für öffentliche Grünanlagen, sowohl in Parks als auch als autofreie Verbindungsachsen in den Wohngebieten.
- Der Bonifatiuspark (7,5 ha) hat seinen Namen vom Leichenzug mit dem verstorbenen heiligen Bonifatius, der hier im Jahr 754 auf seinem Weg von Mainz nach Fulda vorbeigekommen sein soll.[10] Der Park besteht aus einem westlichen und einem östlichen Teil und wird durch die Straße Zur Kalbacher Höhe getrennt. Der westliche Teil mit neu gefasstem Bonifatiusbrunnen und Bolzplatz war bereits 2005 fertiggestellt. Der größere östliche Teil mit schöner Höhenpromenade (Skylineblick) wurde Ende 2006 fertiggestellt und im Frühjahr 2007 mit einem Volksfest eingeweiht.[11]

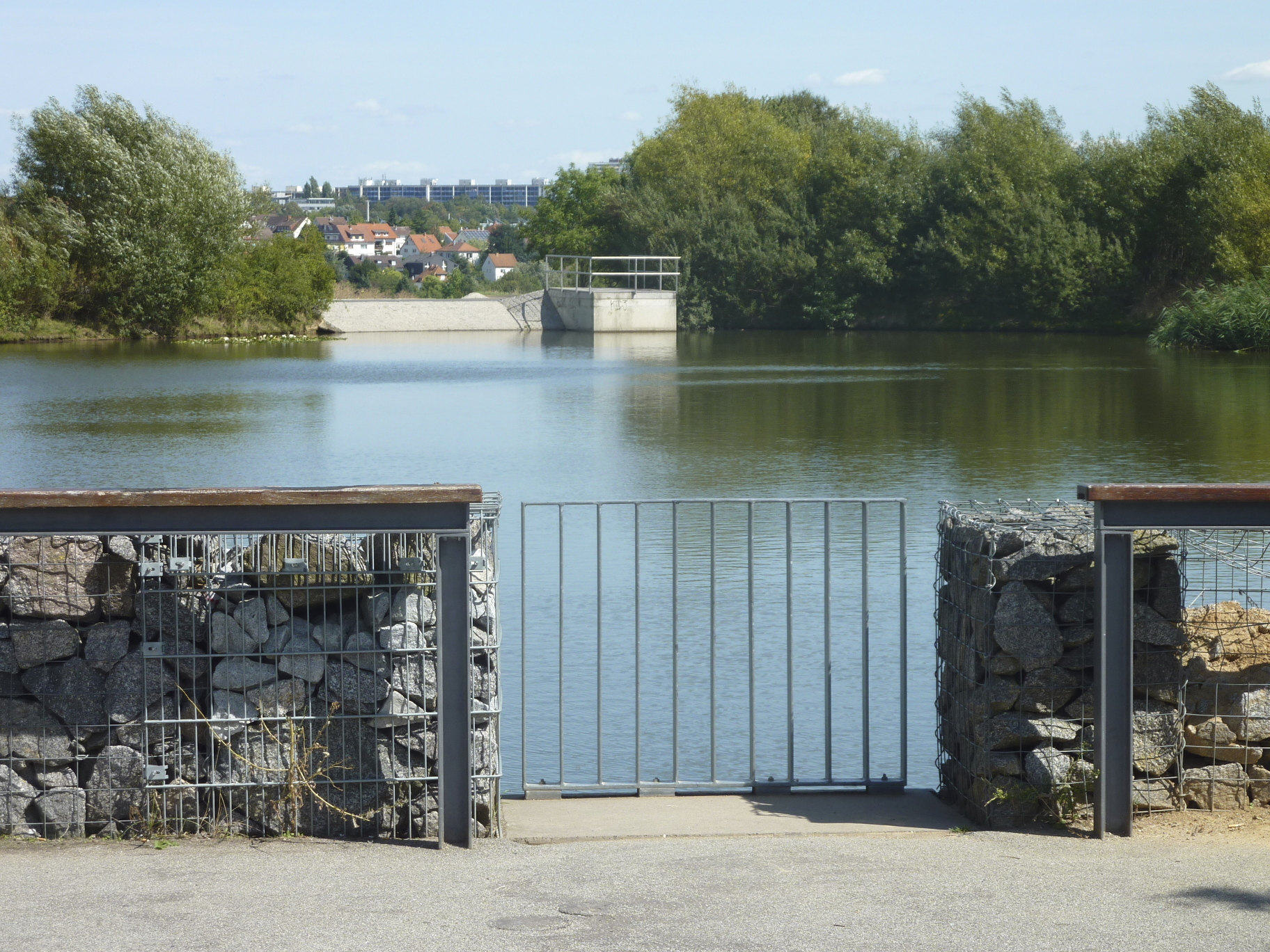
Teich im Kätcheslachpark. Im Hintergrund die Bebauung von Kalbach und Bonames

- Der nach Osten abfallende Kätcheslachpark (11,9 ha) hat seinen Namen von einem sich zeitweise aus Regenwassereinleitungen bildenden Wasserlauf, der Kätcheslache, die bei Frankfurt-Kalbach in den Kalbach mündet.[12] Baubeginn war im Herbst 2006, die offene zweigeteilte Regenrückhalteanlage mit 0,9 Hektar Dauerstaufläche mit Fischbesatz und Reiherbesuch wurde im Jahr 2007 fertiggestellt. Der mittlere Teil des Parks wurde als begehbarer Regenrückhaltegraben mit Großspielplatz gestaltet und eröffnete im September 2010. Der kleinere, 2 ha große Teil westlich der Altenhöferallee wurde von August 2015 bis Juni 2016 ausgebaut. Der Kätcheslachpark West erhielt ein großes Regenrückhaltebecken, theaterartige Terrassen und einen etwa 1000 Quadratmeter großen aufwändigen Spielplatz, zu dessen Ausgestaltung auch Kinder des Riedbergs Vorschläge einbringen konnten.
- Der Topographische Weg (2,2 ha) ist eine dreiteilige grüne Verbindung mit Spielflächen vom Kätcheslachpark zum westlichen Bonifatiuspark, Eröffnung war im Juli 2013. Die Höhenlinien sind mit ihrem Wert als sichtbare Markierung im Gelände angebracht.
- Die Römische Straße (3,1 ha) ist als rund 1000 Meter langer Grünstreifen zur Abgrenzung des Quartiers Mitte zum Quartier Riedberg-Westflügel ab 2017 geplant. Sie soll dem Verlauf der antik nachempfundenen Saalburgstraße zwischen der römischen Siedlung Nida und dem Römerkastell Saalburg folgen.

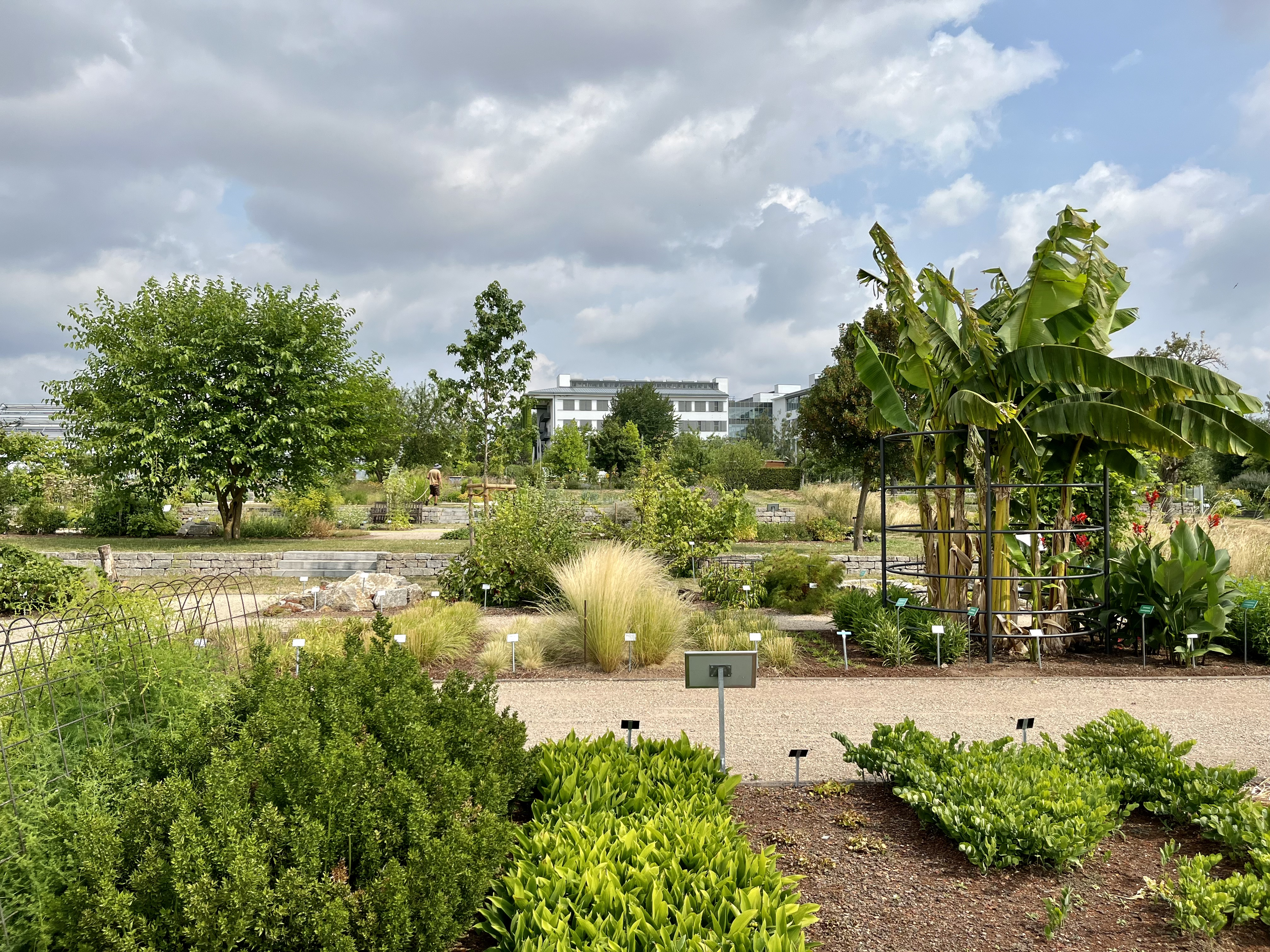
Wissenschaftsgarten der Goethe-Universität

- Der Wissenschaftsgarten der Goethe-Universität liegt am Südrand des Universitäts-Campus Riedberg dient der naturwissenschaftlichen Lehre und Forschung, ist jedoch auch der Allgemeinheit zugänglich. Er umfasst ein großes Gewächshaus mit 3 halbtonnen-förmigen Dächern, ein 300 m² großes Versuchsgewächshaus und einen ca. 3 Hektar großen Freilandbereich.[13] Der Freilandbereich ist ganzjährig von Montag bis Freitag von 09:00 Uhr bis 15:00 Uhr geöffnet. Von März bis Oktober ist er an Samstagen von 11:00 Uhr bis 17:00 Uhr geöffnet. An Tagen, an denen Führungen stattfinden, ist der Garten bis 17:30 Uhr geöffnet.[14]

- Der Grünzug am A 5-Schallschutzdamm (ca. 8 ha einschließlich der Dammhänge) verläuft entlang des ca. 1,2 km langen begehbaren acht Meter hohen Schallschutzdamms südöstlich der A 5. An der Innenseite wurden öffentliche Grünflächen modelliert und mit Wegen und Ruhenischen angelegt. Fertigstellung war im Sommer 2007. Im Frühjahr 2016 wurden weitere 1,4 ha Brachland westlich der Graf-von-Stauffenberg-Allee gärtnerisch angelegt und wegetechnisch mit der Altfläche verbunden.
- Sportplatz Altenhöferallee (4,14 ha), Baubeginn März 2011, Fertigstellung Ende 2011. Neben der Sportanlage mit Naturrasenplatz, Trainingsflächen und Multifeldern wurden ein Funktionsgebäude, ein Parkplatz für 80 Pkw, ein umlaufender Höhenweg sowie verteilte 1,41 ha große Vegetationsflächen in die Anlage integriert. Geplant ist die Neuanlage eines zweiten Sportplatzes in östlicher Richtung, anstelle der provisorischen Kita Königsblick. Es ist allerdings noch zu klären, wohin die dort lebenden heimischen Feldhamster umgesiedelt werden.

## Finanzierungs- und Bauverlauf
Die ursprüngliche Planung aus der Mitte der 1990er Jahre war davon ausgegangen, dass die Großsiedlung Riedberg durch die Umwandlung von billigen landwirtschaftlich genutzten Flächen in hochpreisige erschlossene Baugrundstücke ein sich finanziell selbst tragender Prozess sein wird. Der damalige Zeithorizont für die Bebauung war mit 8 Jahren (bis 2007) recht eng angesetzt worden. Mitte 2012 war erst etwa die Hälfte der Wohnbebauung fertiggestellt oder im Bau, so dass die städtische Projektgesellschaft noch viele Restflächen anbieten konnte. Aufgrund des anfänglich erhöhten Zinsaufwands und der verlängerten Projektbetreuung sind große Finanzierungsdefizite eingetreten. Nach ersten Schätzungen sollten bis zum neu geplanten Ende des Vorhabens nach 2021 mindestens 100 Millionen Euro Defizit auflaufen; neuere Berechnungen gehen infolge der Zinsverbilligung und gestiegener Grundstückserlöse von 68,5 Millionen Euro aus, die den allgemeinen Frankfurter Etat belasten werden. Diesem Aufwand steht jedoch ein beachtlicher Zuwachs an sozialer Infrastruktur im Wert von rund 240 Millionen Euro gegenüber. Die Stadtentwicklungsgesellschaft HASEG wird ihre Betreuungstätigkeit vertragsgemäß am 30. Juni 2016 einstellen.[veraltet] Das Projekt Riedberg wird in ersten politischen Zwischenbilanzen überwiegend als Erfolg bezeichnet, demgegenüber steht der auch erhobene Vorwurf des „Gettos für Wohlhabende“.
Der Riedberg als Wohnstandort kam anfangs wegen fehlender Akzeptanz nur schwer in Gang: potentielle Bauträger, private Bauherren, Käufer und Mieter schreckten häufig zurück, weil die Infrastruktur auf dem abgelegenen Areal, vor allem jedoch die ÖPNV-Anbindung zur Innenstadt, lange unzureichend war. Dies besserte sich jedoch schlagartig Ende 2010 mit der zweifachen Anbindung an das U-Bahn-Netz. Um die künftigen Grundstückserlöse zu steigern, ging die Stadtentwicklungsgesellschaft HASEG dazu über, die bisher angeregte aufgelockerte Wohnbebauung in den Kernzonen der Quartiere verdichten zu lassen. Die Bauträger wurden aufgefordert, die angebotenen Bauqualitäten des mittleren Preissegments zu steigern. Eine Tendenz zu überwiegend höherpreisigen Kaufobjekten für Gutverdienende war von Anfang an zu beobachten, während die Mieten der Wohnungen oft noch unterhalb der innenstadtnahen Angebote liegen. Das Quartier Riedberg Westflügel sollte diesen Forderungen nachkommen: hier wurden ab Herbst 2014 auf einem neu konzipierten Straßenraster rund 1500 Wohneinheiten für 3500 Einwohner errichtet. In diesem letzten Quartier sollten nach Bekundungen der HASEG Erfahrungen, Kritik und Anregungen aus der bisherigen Bautätigkeit berücksichtigt werden, z. B. stärkere architektonische und farbliche Individualisierung der Baukörper und Einfassungen aus Naturstein, Vermeidung von Monotonie im Straßenbild durch kurvenreiche Straßenzüge, straßenbegleitende hügelige Grünstreifen und separate Radwege, Kleinparks usw.

## Sonstiges
Der ZDF-Fernsehfilm Ein Reihenhaus steht selten allein, der die leicht überdrehte Geschichte über die Belastungen einer Mittelschichtfamilie nach der Umsiedlung aus dem Stadtkern in ein fiktives Grünland erzählt, wurde im Sommer 2013 in der Häuserzeile am Annette-Kolb-Weg gedreht. Im Herbst 2015 wurde die Fortsetzung der Geschichte unter dem Titel Neues aus dem Reihenhaus produziert. Außerdem wurden einige Szenen der Filmkomödie Männerhort auf dem Riedberg gedreht.